# Arschin

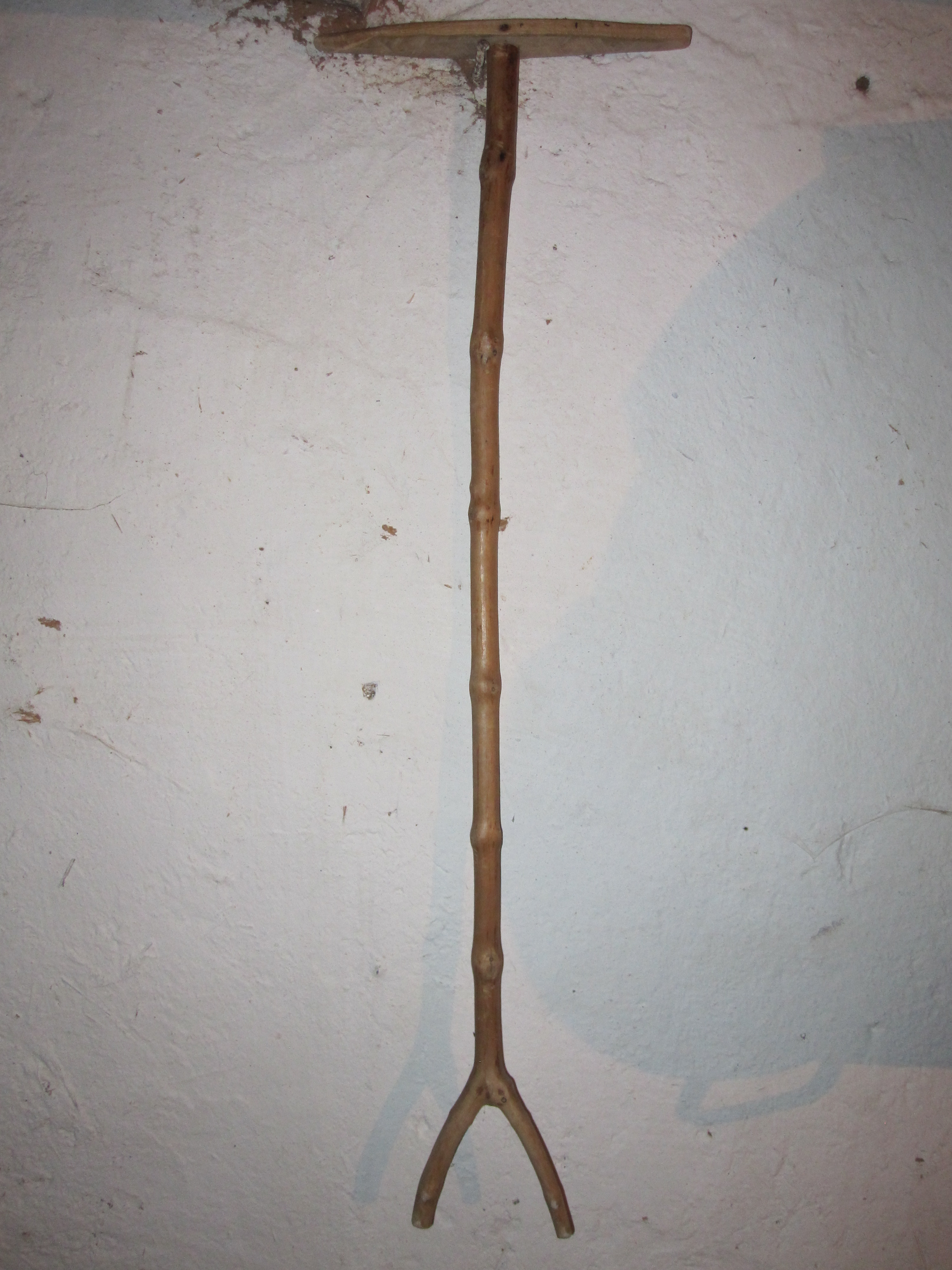
Arschin

Der Arschin (russisch аршин) war ein russisches Längenmaß und ersetzte mit seinem Aufkommen weitgehend die Elle (Lokot, russisch локоть).
Es wurde erstmals 1562 erwähnt und ab 1649 zu einem russischen Grundmaß. Eiserne gestempelte Arschinen lassen sich auf das Jahr 1647 datieren. Der Saschen, als dreifache Elle, wurde schon 1116 erwähnt und mindestens ab 1493 als großer Saschen bezeichnet.
Am 11./12. Oktober 1835 wurde der Arschin, der Fuß und der Saschen (сажень) durch einen Ukas genau bestimmt:
- 1 Arschin = 0,71 Meter
- 1 Saschen (Klafter) = 2,13356 Meter
- 1 Fuß = 135 Pariser Linien = 0,304 Meter

Nach einer Verordnung vom 3. Januar 1843 sollte ab 1. Januar 1845 das Maß diese Größe haben
- 1 Arschin = 315,226 Pariser Linien = 0,7111 Meter

Als Maßkette vom Klafter, der Saschen, ab, war
- 1 Saschen/Klafter = 3 Arschin = 7 Fuß = 48 Werschok = 84 Zoll = 1008 Linien

Mit einem Ukas vom 6. Juli 1844 wurden die russischen Maße, im alten Sprachgebrauch Petersburger Maße, in Bergkarabach eingeführt.
- Bergkarabach: 1 Arschin = 1 3⁄8 Arschin (russ.) = 433,491 Pariser Linien =  0,9 Meter